# Disney Development Company
Disney Development Company était une société, filiale de la Walt Disney Company. Elle a été créée en septembre 1984 afin de concevoir, planifier, gérer et développer les propriétés immobilières de Disney non liées aux parcs à thèmes.

## Historique
La société a été créée en septembre 1984 afin de concevoir, planifier, gérer et développer les propriétés immobilières de Disney non liées aux parcs à thèmes.
Son activité provient en partie des activités d'Arvida Corporation, société achetée en mai 1984 par Disney pour 200 millions de $. L'achat par Disney était aussi motivé par la volonté de diluer l'action de Disney afin de contrer une tentative d'OPA de la part de Saul Steinberg. Après la fin des transactions financières ayant placé Michael Eisner à la tête de Disney, la société Arvida fut vendue en 1987 à la société JMB Realty Corporation pour 404 millions de $. Toutefois une partie des activités de gestion de projet et d'urbanisme a été conservé, ce qui amena à la création de Disney Development Company, dont le premier responsable a été Peter Rummell, ancien responsable chez Arvida.
En mai 1996, elle a été intégrée à la société Walt Disney Imagineering, gérant elle les propriétés liées aux parcs à thèmes. Rummell devient le pdg de la nouvelle entité.
Parmi ses projets on peut citer :
- les hôtels de Disney Vacation Club en dehors de Walt Disney World Resort
- le projet Disney's New Deuce à New York
- les bureaux des sociétés et filiales de Disney
- la ville de Celebration en Floride
- la Disney Wilderness Preserve